# Star 742

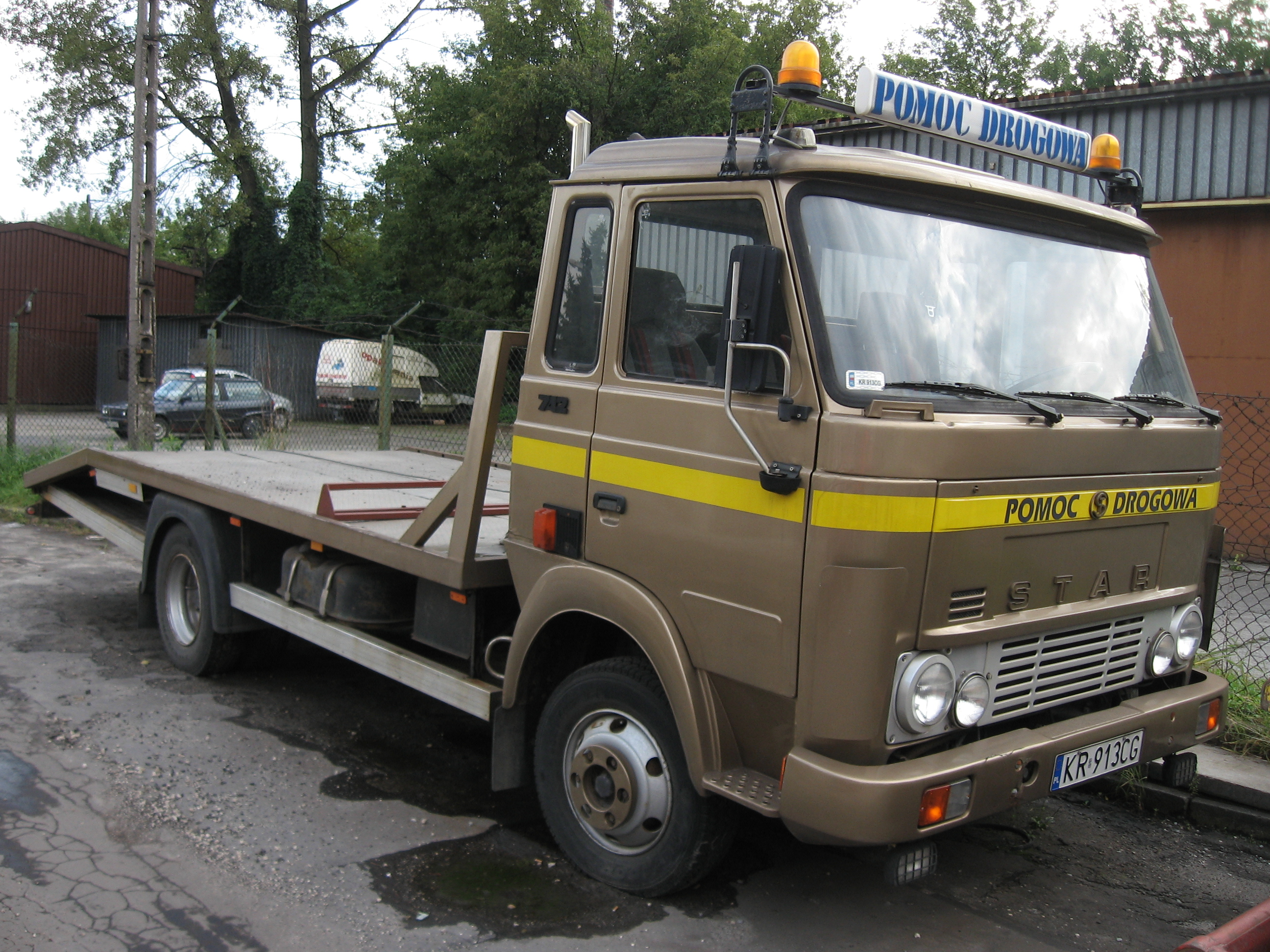
Эвакуатор Star 742 в Кракове

Star 742 — среднетоннажный грузовой автомобиль производства завода грузовых автомобилей «Star» в городе Стараховице (ПНР).

## История
Первый прототип Star 742 был представлен в 1985 году. Через 5 лет было налажено серийное производство автомобиля.
Автомобиль Star 742 представляет собой низкорамную версию Star 1142 с трёхместной кабиной. Грузоподъёмность составляет 3400 кг.
Производство завершилось в 2000 году.